# The Dinner Party

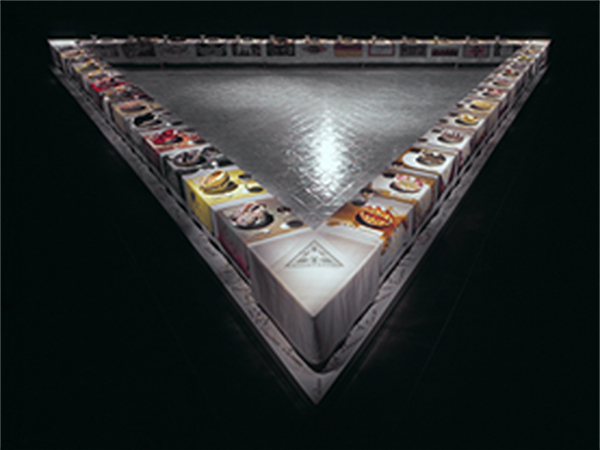
Judy Chicago: The Dinner Party, 1974–1979, New York, Brooklyn Museum

The Dinner Party ist eine Installation der amerikanischen feministischen Künstlerin Judy Chicago, die die Geschichte der Frauen in der westlichen Zivilisation anhand einzelner bedeutender Frauen darstellen soll. Dazu werden 39 aufwendig arrangierte Gedecke auf einer Festtafel ausgestellt. Jedes Gedeck steht für eine bekannte Frau aus der Mythologie oder der Geschichte. Die einzelnen Gedecke sind so angeordnet, dass sie eine Tafel in Form eines gleichseitigen Dreiecks bilden.
Auf jedem Platz steht ein individuell gestalteter, handbemalter Porzellanteller auf einem Tischläufer, welcher mit dem jeweiligen Namen sowie Applikationen und einer Goldumrandung bestickt ist. Ein Keramikbesteck und ein heller, innen goldfarbener Porzellankelch gehören ebenfalls zum Gedeck. Fast alle Teller sind entweder als Erkennungszeichen der Eingeladenen mit Bildern oder Symbolen zu ihren Leistungen gestaltet oder in Form stilisierter Blumen oder Schmetterlinge. Dabei greift Chicago den kulturellen Beitrag der Platzinhaberin auf. Das Schmetterlingsmotiv wählte sie als poetische Umschreibung zur Darstellung der anatomischen Variationen einer Vulva. Die Dinnertafel steht auf einem Boden, der aus mehr als 2000 weiß glasierten dreieckigen Fliesen besteht. Diese tragen in Goldschrift weitere 999 Namen von mythisch oder historisch bedeutsamen Frauen.
Die Installation entstand von 1974 bis 1979. Danach zeigten verschiedene Museen das Kunstwerk, bevor es 2007 in die ständige Sammlung des Elizabeth A. Sackler Center for Feminist Art im Brooklyn Museum in New York gelangte.

## Geschichte

### Entstehung
Judy Chicagos Arbeit voraus ging die Überlegung, dass die Leistungen von Frauen in der Geschichte zumeist verschwiegen würden. Frauen müssten ihre Energien in dem Kampf vergeuden, an der Kultur teilzuhaben, statt sie gleichberechtigt mitzuformen. Das Kunstwerk sollte die Leistungen von Frauen in der Menschheitsgeschichte aufzeigen und gleichzeitig auch die Tragödien, die durch die Unterdrückung von Frauen entstanden waren.
Die Arbeit begann mit dem deutlich kleineren Projekt Twenty-Five Women Who Were Eaten Alive, in dem Chicago Schmetterling-Vulva-Bilder mit ihrem Interesse an chinesischer Porzellanmalerei verband. Das Motiv der Schmetterling-Vulva-Bilder findet sich bereits in ihren frühen Arbeiten aus den Jahren 1972 bis 1975, das eine Synthese aus der Darstellung von Schmetterling und Vulva darstellt. Chicago erweiterte das Projekt bald auf 39 Frauen, die in drei Gruppen zu je 13 angeordnet waren. Das Dreieck wird oft als ein Symbol für das Weibliche gesehen, weshalb Chicago es in ihren Werken mit dieser Bedeutung gerne verwendete. Die Zahl 13 korrespondiert mit der Anzahl der Personen beim Letzten Abendmahl. Für Chicago ist das eine wichtige Referenz, da dabei nur Männer anwesend waren.
Die Künstlerin verfolgte mit The Dinner Party das Ziel, „den andauernden Zyklus des Weglassens zu beenden, mit dem Frauen aus der historischen Aufzeichnung geschrieben wurden“. Die ausgewählten Persönlichkeiten sollen beispielhaft auf die historischen Errungenschaften von Frauen in der westlichen Kultur hinweisen. Das Werk würdigt die oft als Kunsthandwerk gering geschätzten traditionell weiblichen Formen des Kunstschaffens wie Textilkunst (Weben, Sticken, Nähen) und Porzellanmalerei. Chicagos Anliegen war, dass The Dinner Party als Kunstwerk mit Intention und Aussage anerkannt würde.
Es dauerte sechs Jahre bis zur Fertigstellung der Dinner Party. Chicago arbeitete drei Jahre lang allein an dem Werk, bevor sie andere hinzuzog. Die letzten drei Jahre trugen über 400 Menschen, meist ehrenamtlich, zur Umsetzung bei. 125 von ihnen wurden als „Mitglieder des Projekts“ bezeichnet, was auf ihre langfristige Mitarbeit hindeutet. Unter den Helfern befanden sich weibliche und männliche Keramiker, Näher, Sticker und Rechercheure. Die Kosten beliefen sich auf ca. 250.000 US-Dollar, worin die Arbeit der Freiwilligen nicht eingerechnet ist.

### Ausstellungen
Zur Eröffnungsveranstaltung im San Francisco Museum of Modern Art am 14. März 1979 besichtigten 5.000 Besucher das Kunstwerk, während der dreimonatigen Ausstellungsdauer waren es etwa 100.000. Die anschließende internationale neunjährige Tournee startete in Clear Lake City (Texas) an der University of Houston-Clear Lake im Verbund des University of Houston System, gefolgt vom  Boston Center for the Arts 1980 in Boston, dem früheren jüdischen Gotteshaus in Cleveland Heights, Cleveland im Jahr 1981, Chicago, Atlanta und drei Museen in Kanada. In Europa sahen über eine Million Menschen das Werk, unter anderem beim Edinburgh Festival Fringe in Schottland, 1984 im Londoner Warehouse und der Schirn Kunsthalle Frankfurt im Mai/Juni 1987. Die Tournee endete 1988 mit der Ausstellung im australischen Royal Exhibition Building in Melbourne und der anschließenden Einlagerung im National Museum of Women in the Arts in Washington, da es nicht genügend Ausstellungsraum gab, um es zu präsentieren.
1990 schenkte Chicago ihr Werk der durch den Kongress verwalteten University of the District of Columbia. Es sollte in der früheren Carnegie-Bibliothek, die Teil des Campus der Universität war, als Teil der wachsenden Sammlung multikultureller Kunst dauerhaft ausgestellt werden. Die Treuhänder planten den Umbau und die Instandsetzung des vorgesehenen Gebäudes aus Mitteln, die nicht den laufenden Haushalt der Universität belasten würden. Letztlich verwarfen die Treuhänder dieses Vorhaben, nachdem Kongressabgeordnete sich im Fernsehen gegen die in ihren Augen pornografische und beleidigende Installation aussprachen und die Washington Times fälschlich berichtete, das Werk sei von mehreren Kunstgalerien im ganzen Land verboten worden, weil es weibliche Genitalien auf den Tellern darstelle, und dass die Treuhänder fast 1,6 Mio. US-Dollar ausgeben würden, um ein derart umstrittenes Kunstobjekt zu erwerben und auszustellen.
Die einzige weitere Ausstellung der Installation fand 1996 im Armand Hammer Museum of Art statt unter dem Titel Sexual Politics: Judy Chicago’s Dinner Party in Feminist History, kuratiert von Amelia Jones. Danach wurde das Werk wieder eingelagert.
Elizabeth Sackler, Philanthropin, Kunstsammlerin und Vorstandsmitglied des Brooklyn Museums, begann die Möglichkeiten für einen Kauf des Kunstwerkes abzuwägen. 2002 erwarb die von ihr gegründete Elizabeth A. Sackler Foundation die Installation und stiftete sie dem Brooklyn Museum. Die folgende Sonderausstellung im Museum wurde von 80.000 Personen besucht. Nach Fertigstellung des Elizabeth A. Sackler Center for Feminist Art im Gebäude des Brooklyn Museums wird The Dinner Party seit März 2007 als zentrales Kunstwerk dauerhaft ausgestellt, begleitet von wechselnden Ausstellungen feministischer Kunst. Bis Ende 2017 besuchten 1,5 Mio. Menschen die Ausstellung. Anlässlich des zehnjährigen Bestehens des Sackler-Zentrums wurde die Sonderausstellung Roots of ‘The Dinner Party’: History in the Making gezeigt, und zeitgleich Inside ‘The Dinner Party’ Studio im National Museum of Women in the Arts in Washington.

## Beschreibung

### Die Tafel
Die massive Tafel ist dreieckig und misst 48 Fuß (14,63 m) auf jeder Seite. Mit 13 Gedecken an jeder der drei Seiten gibt es insgesamt 39 Plätze. An der ersten Seite der Tafel sind Sitzplätze für historische oder fiktive Personen von der Urgeschichte bis zu Entstehung und Niedergang der Klassischen Antike angeordnet. Der Abschnitt beginnt mit Ur-Göttinnen und endet mit Hypatia von Alexandria zur Römischen Kaiserzeit. Die zweite Seite beginnt mit der Heiligen Marcella und deckt den Aufstieg des Christentums ab. Er schließt mit Anna Maria von Schürmann im siebzehnten Jahrhundert zum Zeitpunkt der Reformation ab. Die dritte Seite repräsentiert das „Zeitalter der Revolution“. Sie beginnt mit Anne Hutchinson und führt von der Amerikanischen Revolution durch das zwanzigste Jahrhundert bis zur ersten und zweiten Welle feministischer Umwälzung und endet mit den Plätzen von Virginia Woolf und Georgia O’Keeffe.
Die 39 Frauen mit Plätzen an der Tafel sind:
Seite I: Urgeschichte bis
 zur Römischen Kaiserzeit

1. Urgottheit

2. Fruchtbarkeitsgöttin

3. Ištar

4. Kali

5. Schlangengöttin

6. Sophia

7. Amazonen

8. Hatschepsut

9. Judith

10. Sappho

11. Aspasia

12. Boudicca

13. Hypatia
Seite II: Christianisierung
 bis zur Reformation

14. Marcella

15. Brigida von Kildare

16. Theodora I.

17. Hrotsvit

18. Trota von Salerno

19. Eleonore von Aquitanien

20. Hildegard von Bingen

21. Petronilla de Meath

22. Christine de Pizan

23. Isabella d’Este

24. Elisabeth I.

25. Artemisia Gentileschi

26. Anna Maria von Schürmann
Seite III: Amerikanische Revolution
 bis zur Frauenbewegung

27. Anne Hutchinson

28. Sacajawea

29. Caroline Herschel

30. Mary Wollstonecraft

31. Sojourner Truth

32. Susan B. Anthony

33. Elizabeth Blackwell

34. Emily Dickinson

35. Ethel Smyth

36. Margaret Sanger

37. Natalie Clifford Barney

38. Virginia Woolf

39. Georgia O’Keeffe
Aufgrund der dreieckigen Form der Tafel ergeben sich in den drei Spitzen jeweils Ecken, auf denen drei unterschiedliche, dreieckige Millennium-Läufer liegen. Diese sind mit Stickereien versehen, die durch Altartücher inspiriert wurden. Alle drei wurden mit weißen Fäden über weißem Grund in unterschiedlichen Techniken bestickt und tragen in ihrem Zentrum den Buchstaben „M“. Dieser Buchstabe ist der dreizehnte Buchstabe des Alphabets, und mit den Millennium-Läufern werden die drei thematisch geteilten Bereiche der Tafel nach jeweils dreizehn Frauen unterbrochen und getrennt.

### Die Gedecke

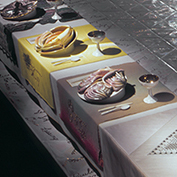
Tischläufer und Gedecke auf der Dinnertafel

Jeder Platz ist mit einem Tischläufer ausgestattet, der mit dem Namen der Frau und den Bildern oder den Symbolen bestickt ist, die ihre Leistungen verdeutlichen. Die Stickereien wurden in den zur Wirkungszeit der benannten Frau üblichen Techniken ausgeführt. Außerdem gehört zu jedem Platz eine Serviette, ein Kelch sowie ein Teller. Bis auf zwei zeigen alle Teller eine schmetterlings-, blumen- oder vulva-ähnliche Form (zur Beschreibung jeden einzelnen Gedeckes und Tischläufers siehe die Liste der 999 Frauen des Heritage Floor). Derjenige von Sojourner Truth ist mit drei stilisierten Gesichtern geschmückt. Truth ist die einzige afroamerikanische Frau, die durch ein Gedeck an der Tafel vertreten ist, und Chicago griff dies im Design auf. Die afrikanische Streifenwebtechnik an ihrem Läufer war eine Textilmethode, die traditionell von Sklaven angewendet wurde. Das andere Gedeck ist Ethel Smyth gewidmet. Es bildet ein dreidimensionales Klaviermodell und steht auf einem Tischläufer, der wie eine Männerjacke aussieht. Smyth kleidete sich gerne in eine solche Jacke und der Läufer soll daran erinnern, zudem drückt die Gestaltung des Gedeckes aus, dass Smyth nicht nur eine Aktivistin für Frauenrechte und Verfechterin der Rechte von Musikerinnen im frühen 20. Jahrhundert war, sondern auch eine bedeutende Komponistin.
Die Teller, die die historisch frühesten Frauen repräsentieren, wurden von Chicago flach modelliert. Je mehr sich die Repräsentationen der Gegenwart nähern, umso höher werden die Reliefe gestaltet. Dies soll die allmähliche Unabhängigkeit und Gleichheit der modernen Frau symbolisieren, auch wenn sie noch nicht frei von gesellschaftlichen Restriktionen ist. Die Arbeit enthält auch ergänzende schriftliche Informationen wie Banner, Zeitleisten und Publikationen mit Hintergrundinformationen über jede Frau sowie den Entstehungsprozess des Werks.

### Der Heritage Floor
Der Boden unter der Tafel wird von Chicago als Symbol of our heritage (deutsch: Symbol unseres Kulturerbes) beschrieben. Dieser Geschichtsboden sollte das buchstäbliche und symbolische Fundament der Festtafel sein. Der Heritage Floor unter der Tafel und im freibleibenden Innenraum ist mit 2304 weißen, dreieckigen handgefertigten Porzellanbodenfliesen ausgelegt. Hergestellt wurden die Fliesen von Hand in der China Boutique außerhalb von Los Angeles. Sie wurden mehrfach mit Regenbogen- und Goldglanz gebrannt. Der Prozess zur Schaffung des Heritage Floor nahm mehr als zwei Jahre in Anspruch. Aus einer Liste von etwa 3000 zusammengestellten Namen wählte ein Team bestehend aus zwanzig Mitgliedern 999 Frauen aus, mit deren Namen die Fliesen beschriftet wurden. Mindestens eines der folgenden Kriterien musste für die Aufnahme erfüllt sein:
1. Sie hat einen wertvollen Beitrag zur Gesellschaft geleistet;
2. Sie hat versucht, das Los anderer Frauen zu verbessern;
3. Ihr Leben und ihre Arbeit haben bedeutende Aspekte der Frauengeschichte beleuchtet;
4. Sie bietet ein Vorbild für eine gleichberechtigtere Zukunft.

Die Namen der 999 Frauen des Heritage Floor sind den Gedecken auf der Tafel zugeordnet. Sie sind räumlich unterhalb des Gedeckes auf den Kacheln aufgeschrieben und fließen von dort in den Raum innerhalb der Tafel.
Zur Installation gehören sieben Wandpaneele, die Informationen zu den im Kunstwerk repräsentierten Frauen enthalten. Diese Wandpaneele sind großformatige, handkolorierte Foto- und Textcollagen. Sie setzen die Frauen, die auf den Bodenkacheln erwähnt sind, in eine Beziehung zu denjenigen, die ein Gedeck erhalten haben. Wie beim Heritage Floor sind die auf den Heritage Panels aufgeführten Namen unter dem entsprechenden Gedeck angeordnet. So finden sich zum Beispiel auf dem Boden unter dem Gedeck für Artemisia Gentileschi weitere Künstlerinnen; dem Gedeck der Urgottheit sind die Namen weiterer früherer Göttinnen zugeordnet.
Die Namen der Frauen werden von biografischen Informationen, Fotografien verwandter Kunstwerke und weiteren Bildern begleitet. Zusätzlich finden sich kurze Passagen, die die Umstände beschreiben, unter denen sie um Gerechtigkeit kämpfen mussten.
In das Kunstwerk haben sich einige Fehler eingeschlichen. So gibt es mehrere Frauen, die durch zwei Inschriften mit unterschiedlichen historischen Namen aufgeführt sind. Zudem wurde Hatschepsut einerseits ein Gedeck gewidmet, sie wird jedoch zusätzlich unter der Bezeichnung Hashop im Heritage Floor geführt. Dort ist Hashop dem Gedeck der Hatschepsut zugeordnet.
Mit Kresilas, bei Chicago Cresilla, befindet sich auch ein Mann in der Liste. Judy Chicago ging irrtümlich davon aus, Cresilla wäre eine weibliche Bildhauerin der Antike gewesen.

## Rezeption

### 1980–1981
The Dinner Party wurde sehr kontrovers besprochen. Die feministische Kunsttheoretikerin Lucy Lippard schrieb: „Meine eigene erste Erfahrung war stark emotional […] Je länger ich mich mit dem Werk beschäftigte, desto mehr wurde ich süchtig nach seinen komplexen Details und versteckten Bedeutungen“, und verteidigte die Arbeit als exzellentes Beispiel des feministischen Engagements. Diese Reaktionen wurden von anderen Kritikern geteilt und die Arbeit wurde von vielen gerühmt. So bezeichnete der US-amerikanische Künstler, Dichter und Kunstkritiker John Perreault die Installation als ein großartiges Schlüsselwerk.
Der Kunstkritiker der New York Times Hilton Kramer zum Beispiel kritisierte dagegen: „The Dinner Party wiederholt ihr Thema – die Verherrlichung von realen und mythologischen Frauen durch alle Zeiten – mit einer Beharrlichkeit und Vulgarität, die vielleicht eher einer Werbekampagne als einem Kunstwerk angemessen ist.“ Er bezeichnete das Werk nicht nur als „Kitsch“, sondern beschrieb es auch als „derb und verbissen, […] sehr schlechte Kunst, […] gescheiterte Kunst, […] Kunst, die so sehr in Ehrfurcht vor einer Sache erstarrt ist, dass sie eigentlich kein eigenständiges künstlerisches Eigenleben entwickeln kann“.
Maureen Mullarkey, amerikanische Malerin, Autorin und Kunstkritikerin des katholischen Magazins Commonweal, bezeichnete das Werk als moralisierend und unwahr in Bezug auf die Frauen, die es repräsentieren wolle. Sie kritisierte insbesondere eine verallgemeinernde Reduktion aller Frauen auf geschlechtsspezifische Stereotype, die der feministischen Sache widerspräche. Sie stellte auch den hierarchischen Aspekt der Arbeit in Frage und behauptete, dass Chicago ihre weiblichen Freiwilligen ausgenutzt habe. Mullarkey kritisiert vor allem, dass Frauen die auszuführenden Arbeiten ehrenamtlich leisteten, sogar ihre Reisekosten selbst trugen, während für die Beaufsichtigung dieser Arbeiten vier Experten bezahlt wurden, von denen drei (für Töpferei, Tapisserien und Industrie-Design) Männer waren. Mullarkey konzentrierte sich in ihrer Kritik auf bestimmte Gedecke und führte insbesondere die von Emily Dickinson, Virginia Woolf, und Georgia O’Keeffe als Beispiele an, warum Chicagos Arbeit respektlos gegenüber den dargestellten Frauen sei. Ihre Darstellung verfälsche die Leistungen der Frauen, indem sie weite Teile ihres künstlerischen und sozialen Schaffens ausblende und die Frauen auf ihr Geschlecht reduziere.
Die Künstlerin Maria Manhattan persiflierte das Werk mit ihrer Gegenausstellung „The Box Lunch“, beworben als „bedeutendes Kunstereignis zu Ehren von 39 Frauen zweifelhafter Bedeutung“, das im November und Dezember 1980 in einer Galerie in SoHo lief.

### Spätere Rezeption
Kritiker wie Mullarkey äußerten auch in späteren Jahren, dass sie ihre Meinung über die Dinner Party nicht geändert hätten, während viele spätere Reaktionen auf die Arbeit eher moderat oder wertschätzend waren, wenn auch nur, indem der Installation ein Wert auf Grund ihrer fortdauernden Wichtigkeit zugesprochen wurde.
Amelia Jones zum Beispiel betrachtet das Werk in seinem kunsthistorischen Kontext, um die kritischen Reaktionen zu analysieren. Sie führt Hilton Kramers Ablehnung des Stückes auf die Übertragung modernistischer Ansichten auf die Kunst zurück und sagt, dass „das Werk das modernistische Wertesystem, das der ‚reinen‘ Ästhetik eines Objektes der abgegriffenen Sentimentalität der Populärkunst den Vorzug gibt, offensichtlich untergrabe.“ (Im Original: the piece blatantly subverts modernist value systems, which privilege the ‘pure’ aesthetic object over the debased sentimentality of the domestic and popular arts.)
Jones greift auch das Argument einiger Kritiker an, dass The Dinner Party wegen seiner großen Popularität nicht zur gehobenen Kunst gehöre. Während Kramer diese Popularität als ein Zeichen für mindere Qualität ansah, meinten Lippard und Chicago, man müsse die Aussage, dass das Werk ein größeres Publikum anzusprechen vermag, als positive Eigenschaft bewerten. Bezüglich der Frage, ob die Dinner Party ein gemeinschaftliches Projekt sei, argumentiert Amelia Jones, „Chicago selbst habe das Projekt niemals als eine Gemeinschaftsarbeit oder als hierarchiefrei bezeichnet. Sie habe darauf bestanden, dass The Dinner Party weder als Gemeinschaftsprojekt im allgemeinen Wortsinn konzipiert noch präsentiert worden sei. […] Sie habe immer wieder betont, dass The Dinner Party ein kooperatives Projekt in dem Sinne gewesen sei, dass die erfolgreiche Fertigstellung zwar eine klare Hierarchie, aber auch eine kooperative Arbeitsweise beinhaltet habe, und kein kollaboratives Projekt.“
Die Darstellung der „Schmetterlingsvaginen“ wird weiterhin sowohl sehr kritisiert als auch geschätzt. Der Kongressabgeordnete Robert K. Dornan fasste 1990 in seiner Aussage, es handele sich um eine „keramische 3D-Pornografie“, die Ansicht vieler Konservativer zusammen, während einige Feministinnen die Werke aufgrund ihrer essentiellen Passivität als problematisch empfanden. Die Arbeit füge sich jedoch in die feministische Bewegung der 1970er Jahre ein, die den weiblichen Körper verherrlicht und fokussiert. Andere Feministinnen sind mit der Hauptidee des Werks nicht einverstanden, die eine universelle weibliche Erfahrung propagiere, die nicht existiere. Beispielsweise seien Lesben und Frauen all jener Ethnien, die nicht weiß beziehungsweise europäisch sind, im Werk unterrepräsentiert.
Christoph Vitali schrieb anlässlich der Frankfurter Ausstellung 1987, dass die Dinner Party eine wichtige Hilfestellung biete, „den Beitrag der Frauen zur Weltgeschichte als integralen Bestandteil der Menschheitsgeschichte zu begreifen“, „indem sie Leistungen – und Leiden – ins Bewußtsein ruft, die allzu häufig verdrängt werden“.
Gisela Brackert ist der Meinung, dass sich die teils vehemente Kritik nicht an Materialien, Farben oder Formen festmachen lässt, sondern durch den Zusammenhang entsteht, in den Judy Chicago diese Zeichen stellt. „Dieser Zusammenhang heißt Geschichte, Unterdrückung und Leiden der Frauen. […] Es ist dieser Zusammenhang, der das Objekt für viele so schwer erträglich macht, nicht die in diesem Zusammenhang verwandten Zeichen. Dieser Zusammenhang hat einen Namen: Feminismus. […] Zu lange ging in der Kunst die Rede von Mann zu Mann. Daß sie hier von Frau zu Frau geht, ist das eigentliche Skandalon. Hieran – und nicht an irgendwelchen formalen Provokationen – entzündete sich der Widerstand der Kunstszene […] Mit der Dinner Party werden ganz grundsätzliche Spielregeln in Frage gestellt“.
Verena Auffermann betitelte das Werk anlässlich der Ausstellung in der Schirn Kunsthalle Frankfurt 1987 als „reinste(n) amerikanischer Kitsch“. Hannes Stein schloss sich ihr an, 2009 nannte er das Werk eine „beeindruckende Installation“, „… atemberaubend, erhaben, ein bisschen irre – und selbstverständlich handelt es sich um Kitsch“.
Die Kunstkritikerin und Kunstrezensentin der New York Times, Roberta Smith, schrieb über das Werk, es sei genauso ein Teil der amerikanischen Kultur wie Norman Rockwell, Walt Disney oder der AIDS-Quilt und ebenso umstritten. Sie äußerte „dass sein historischer Einfluss und seine gesellschaftliche Bedeutung größer als sein ästhetischer Wert sein könne“. Sie erklärte, dass die Details in der Installation nicht gleichwertig ausgearbeitet seien. Smith meint, dass die Läufer lebendiger, detailreicher und abwechslungsreicher als die Teller zu sein scheinen. Darüber hinaus würden die Läufer im Verlauf des Werkes kräftiger, während die Teller dagegen schwächer, monotoner und überspitzter würden, je weiter das Werk fortschreite. Sie merkt auch an, dass die Rückseiten der Läufer nicht zu sehen seien und dass diese vielleicht die besten und ausdrucksstärksten Bestandteile der Installation seien.
Die Künstlerin Cornelia Parker bezeichnete The Dinner Party als ein Werk, das sie gerne „verpackt in einem Behälter“ sähe. Sie sagte: „Für meinen Geschmack sind das zu viele Vaginas. Meiner Meinung nach geht es mehr um Judy Chicagos Ego als um die armen Frauen, die sie angeblich ehrt – wir werden alle auf Vaginas reduziert und das ist ein wenig deprimierend. Es handelt sich eigentlich um das bisher größte Viktimisierungs-Kunstwerk (victim art). Und es nimmt so viel Platz ein, dass ich den Gedanken, es in einem winzigen Behälter aufzubewahren, ganz gut finde – das ist zwar nicht wirklich feministisch, aber dieses Werk ist es meiner Meinung nach auch nicht.“
Die Amerikanistin Jane Gerhard greift in ihrem 2013 veröffentlichtem Buch über The Dinner Party vereinzelte Kritiken auf, die die begrenzte Präsentation nichteuropäischer Frauen bemängelten. Sie führt an, dass Chicago und ihr Team nicht von dem Wunsch geleitet waren, eine globale, transnationale Geschichte von Frauen darzustellen, was sie vielleicht gemacht hätten, wenn sie zehn Jahre später mit der Arbeit begonnen hätten. Vielmehr hätten die Geschlechterpolitik der USA und die Themen, die den weißen US-Feministinnen der frühen 1970er Jahre am meisten am Herzen lagen, die Vision der Geschichte geprägt, die Chicago durch The Dinner Party erzählt. Das Anliegen, die Diskriminierung von Frauen aufgrund ihres weiblichen Körpers aufzuzeigen – eine Ansicht, die überwiegend von weißen Frauen aus der Mittelschicht artikuliert worden sei – wäre in die Dinner Party eingebettet, während sich andere Punkte wie etwa Wohlfahrtsrechte, feministische Bestrebungen schwarzer Frauen oder Lesben- und Schwulendiskriminierung nicht wiederfänden. Infolgedessen sei die Geschichte von Frauen, wie sie in der Dinner Party dargestellt werde, unvollständig. Das Kunstwerk sei vor dem Hintergrund eines kulturell ausgerichteten US-amerikanischen Feminismus am besten als symbolische Genealogie zu verstehen, nicht als eine Darstellung globaler Frauengeschichte.
Esther Allen, Professorin am Baruch College und CUNY Graduate Center, kritisiert 2018 anlässlich einer Besprechung zur Ausstellung „Radical Women: Latin American Art, 1960–1985“ im Brooklyn Museum, dass für keines der 39 Gedecke spanische, portugiesische oder lateinamerikanische Frauen ausgewählt wurden. Chicago entgegnet darauf, dass sich die meisten Namen der von Allen genannten Frauen auf dem Heritage Floor befänden. Als einen Grund für die Unterrepräsentation dieser Gruppe führt sie an, dass während der Entstehungszeit der Dinner Party in den 1970er Jahren ihre Recherchen „vor dem Aufkommen von Computern, dem Internet oder der Googlesuche durchgeführt wurden“ und zu wenig oder gar kein Wissen über diese Frauen vorhanden war, um sie angemessen an der Tafel darstellen zu können.
Nach der Wiederentdeckung des Famous Women Dinner Service um 2017 wurden Parallelen zwischen beiden Werken gezogen. Das 1932 für den Privatgebrauch in Auftrag gegebene aus einem Set aus 50 Speisetellern bestehende Service ist mit Porträts namhafter Frauen bemalt.

### Kritik an der Darstellung schwarzer Frauen
Chicago wählte für das Gedeck von Sojourner Truth, der einzigen schwarzen Frau an der Tafel, die Darstellung dreier Gesichter mit Gestaltungselementen afrikanischer Masken und amerikanischer Quilts, die aus einer Körperform erwachsen. Das linke Gesicht mit einer großen herabrinnenden Träne beweine das Leiden der Sklaven, das stilisierte rechte spiegele die Wut wider, die schwarze Frauen erlebten, aber nur auf die Gefahr harter Bestrafung – manchmal bis zum Tod – zum Ausdruck gebracht werden konnte. Das mittlere Gesicht in Form einer reich verzierten Maske symbolisiere die Verschleierung des wahren Ichs, die nicht nur von schwarzen Frauen, sondern auch von ihren weißen Schwestern verlangt werde. Auf den Bodenkacheln finden sich weitere Namen schwarzer Frauen, die verschiedenen Gedecken zugeordnet sind.
1984 publizierte die afroamerikanische Literaturkritikerin, Feministin und Professorin an der Vanderbilt University, Hortense J. Spillers ihren kritischen Artikel „Interstices: A Small Drama of Words“, in dem sie Judy Chicago und The Dinner Party kritisierte. Sie machte geltend, Chicago würde als weiße Frau die Auslöschung der weiblichen sexuellen Identität schwarzer Frauen erneut betreiben. Spiller erläutert dies anhand des Gedeckes von Sojourner Truth. Nach gründlicher Überprüfung sei zu erkennen, dass alle Gedecke eindeutig gestaltete Vaginen zeigen, mit Ausnahme desjenigen von Sojourner Truth. Spillers schreibt: „Die Entfernung der weiblichen Genitalien hier an dieser Stelle stellt eine symbolische Kastration dar“. Durch die Auslöschung der Genitalien hebe Chicago nicht nur die störende Sexualität ihres Subjekts auf, sondern hoffe auch suggerieren zu können, dass ihr sexuelles Sein nicht existiere und geleugnet werden könne.
Ähnlich äußerte sich Alice Walker, bedeutende Vertreterin der afroamerikanischen Literatur, in ihrem in der Zeitschrift Ms. veröffentlichten Essay: Chicagos Unwissenheit über schwarze Frauen im historischen Kontext (speziell Malerinnen) zeige sich im Besonderen in der Darstellung von Sojourner Truths Teller innerhalb der Dinner Party, der als einziger keine Vagina, sondern drei Gesichter zeige. Sie führt aus: „Mir fiel auf, dass weiße Feministinnen – wie weiße Frauen generell – sich vielleicht überhaupt nicht vorstellen können, dass schwarze Frauen Vaginen haben. Oder dass, wenn sie es können, es ihnen zu weit geht, wohin ihre Vorstellungskraft sie führt“.

## Veröffentlichungen
- Judy Chicago: The Dinner Party: Restoring Women to History. The Monacelli Press, New York 2014, ISBN 978-1-58093-397-1.
- Jane F. Gerhard: The Dinner Party: Judy Chicago and the Power of Popular Feminism, 1970–2007 (Since 1970: Histories of Contemporary America Ser.). University of Georgia Press 2013, ISBN 978-0-8203-3675-6, muse.jhu.edu.
- Judy Chicago: The Dinner Party: From Creation to Preservation. Merrell, London 2007, ISBN 1-85894-370-1.
- Judy Chicago: Through The Flower: My Struggle as A Woman Artist. Authors Choice Press, Lincoln 2006, ISBN 0-595-38046-8.
- Amelia Jones: Sexual Politics: Judy Chicago’s Dinner Party in Feminist Art History. University of California Press, Berkeley 1996, ISBN 0-520-20565-0.
- Judy Chicago, Susan Hill: Embroidering Our Heritage. The Dinner Party Needlework. Anchor, New York 1980, ISBN 0-385-14569-1.
- Judy Chicago: The Dinner Party: A Symbol of our Heritage. Anchor, New York 1979, ISBN 0-385-14567-5.

## Filmdokumentationen
- Judy Chicago: The Dinner Party – A Tour of The Exhibition auf YouTube, 3. Oktober 2012, Video, 41 min. Abgerufen am 30. Juni 2017
- Johanna Demetrakas: Right Out of History: The making of Judy Chicago’s "Dinner Party". DVD, Phoenix Learning Group, 2008, 75 min.